# Zakrzewko (województwo kujawsko-pomorskie)
Zakrzewko – wieś w Polsce położona w województwie kujawsko-pomorskim, w powiecie toruńskim, w gminie Łysomice.
W latach 1975–1998 miejscowość należała administracyjnie do województwa toruńskiego. Według Narodowego Spisu Powszechnego (III 2011 r.) liczyła 315 mieszkańców. Jest jedenastą co do wielkości miejscowością gminy Łysomice.